# Cololejeunea stephanii
Cololejeunea stephanii là một loài Rêu trong họ Lejeuneaceae. Loài này được Schiffner ex Benedix mô tả khoa học đầu tiên năm 1953.